# Begraafplaats van Saint-Laurent-Blangy
De Begraafplaats van Saint-Laurent-Blangy is een gemeentelijke begraafplaats in de Franse gemeente Saint-Laurent-Blangy in het departement Pas-de-Calais. De begraafplaats ligt in de hoek gevormd door de Rue Jacques Willart en de Rue du 14 Juillet op 780 m ten noordoosten van het gemeentehuis en is omgeven door een bakstenen muur. Er is een noordelijke en een oostelijke toegang, beiden afgesloten met een dubbel hek.

## Britse oorlogsgraven
In de zuidelijke hoek van de begraafplaats liggen vier Britse oorlogsgraven uit de Tweede Wereldoorlog. Eén slachtoffer is niet geïdentificeerd. Zij sneuvelden eind mei 1940 gedurende de strijd tegen het oprukkende Duitse leger.
De graven worden onderhouden door de Commonwealth War Graves Commission. In de CWGC-registers is de begraafplaats opgenomen als St. Laurent-Blangy Communal Cemetery. 